# تومي فانس
تومي فانس (بالإنجليزية: Tommy Vance)‏ هو مقدم تلفزيوني وصحفي ودي جيه بريطاني، ولد في 11 يوليو 1940 في Eynsham ‏ في المملكة المتحدة، وتوفي في 6 مارس 2005 في Borough of Dartford ‏ في المملكة المتحدة بسبب سكتة.

## وصلات خارجية
- تومي فانس على موقع IMDb (الإنجليزية)
- تومي فانس على موقع ميوزك برينز (الإنجليزية)
- تومي فانس على موقع ديسكوغز (الإنجليزية)
- تومي فانس على موقع قاعدة بيانات الفيلم (الإنجليزية)